# Liste der Naturdenkmale in Neustadt (Wied)
Die Liste der Naturdenkmale in Neustadt (Wied) nennt die im Gemeindegebiet von Neustadt (Wied) ausgewiesenen Naturdenkmale (Stand 9. Oktober 2013).

## Naturdenkmale
| Nr.         | Bezeichnung | Lage                                                                | Beschreibung          | Bild                                    |
| ----------- | ----------- | ------------------------------------------------------------------- | --------------------- | --------------------------------------- |
| ND-7138-376 | Eiche       | Gerhardshahn, südlich des Ortes; Flur Auf dem kleinen Feldchen Lage | Quercus robur         | Direkt Bild zu diesem Denkmal hochladen |
| ND-7138-377 | Eiche       | Scharenberg, nordwestlich des Ortes; Abteilung Im Harzenberg Lage   | Quercus petraea       | Direkt Bild zu diesem Denkmal hochladen |
| ND-7138-415 | Zwei Linden | Neustadt, Hauptstraße, bei Nr. 15 Lage                              | Tilia sp., zwei Bäume | Direkt Bild zu diesem Denkmal hochladen |